# Mikołaj Stankiewicz
Mikołaj Stankiewicz (ur. 1895, zm. 1944 lub 1945) – polski rolnik, Sprawiedliwy wśród Narodów Świata, ofiara zbrodni ukraińskich nacjonalistów.

## Życiorys
Urodził się w 1895 roku. Był rolnikiem, właścicielem gospodarstwa rolnego w Muszkatówce w powiecie borszczowskim województwa tarnopolskiego. Z żoną Marią z d. Włochaciuk miał troje dzieci - córkę Annę (ur. 1924) i synów Piotra (ur. 1926) i Stanisława.
Podczas okupacji niemieckiej Stankiewiczowie przez około rok ukrywali w swoim gospodarstwie siedmioro Żydów z rodziny Rosenwaldów - małżeństwo Abrama i Lotkę oraz ich dzieci: Dawida, Zofię, Owadię, Annę i Mirę. Żydzi mieli do dyspozycji dwie kryjówki - na strychu oraz w sieczkarni. Lotka Rosenwald zmarła w ukryciu na serce; pochowano ją na terenie gospodarstwa. Grób został odkryty przez ukraińskiego sąsiada, który złożył Niemcom donos na Stankiewiczów. Pomimo rewizji Żydzi nie zostali odkryci i doczekali do nadejścia Armii Czerwonej w lipcu 1944.
Mikołaj Stankiewicz został zamordowany przez ukraińskich nacjonalistów w 1944 lub 1945 roku, prawdopodobnie za ukrywanie Żydów. Jego rodzinę przesiedlono na Dolny Śląsk. Później Stankiewiczowie przenieśli się do wsi Lipiany (obecnie w województwie zachodniopomorskim).

## Odznaczenia
W 1989 roku Instytut Jad Waszem pośmiertnie uhonorował Mikołaja Stankiewicza, a także wdowę po nim i jego troje dzieci, tytułami Sprawiedliwych wśród Narodów Świata. 